# Alchemilla aggregata
Alchemilla aggregata es una especie de planta del género Alchemilla, perteneciente a la familia Rosaceae.

## Taxonomía
Alchemilla aggregata fue descrita por Buser en 1894.

## Distribución
Se encuentra en el territorio de Francia, Alemania, Italia y Suiza.